# Aphonopelma seemanni
La tarántula cebra de Costa Rica o tarántula de rodillas rayadas (Aphonopelma seemanni), habita en la mayor parte del oeste de Costa Rica, así como en otras partes de América Central, como Guatemala, Honduras y Nicaragua. Es de color negro con rayas blancas cerca de las articulaciones. Los especímenes de Nicaragua son de color tostado.
Las tarántulas cebra son arañas que cavan profundas madrigueras. Viven en pastizales abiertos semiáridas en Costa Rica, y se encuentran en grandes concentraciones. Las madrigueras profundas mantienen la temperatura del arácnido por debajo de las temperaturas más altas durante el día, y retienen la humedad.
Estas arañas pueden crecer hasta 10-13 cm incluyendo las patas. Las hembras pueden vivir hasta 20 años. Los machos, sin embargo, tienden a vivir una vida mucho más corta de hasta cinco años. La dieta consiste de muchos insectos. En la naturaleza, se alimentan de insectos, tales como cucarachas. En cautiverio comen grillos.